# Sigismund Luksemburški
Sigismund Luksemburški, ogrski, hrvaški, rimsko-nemški, češki kralj, cesar Svetega rimskega cesarstva, * 14. februar 1368, Nürnberg, † 9. december 1437, Znojmo, južna Moravska.
Petdesetletno vladanje Sigismunda Luksemburškega, bistrega, izobraženega, kar preveč optimističnega in zato pogosto nerealnega, je bilo tako nenavadno in polno nasprotij, da je bil pri sodobnikih in je tudi še danes deležen popolnoma nasprotujočih si ocen. Kot drugi sin cesarja Karla IV. ni podedoval vladarskega naslova. A že oče mu je pripravil možnosti za pridobitev štirih kron, ogrske, poljske, rimsko-nemške in češke, in nazadnje je, s svojo diplomatsko spretnostjo, prilagajanji pa tudi z zelo trdimi prijemi, v neurejenih razmerah in brez prave vojaške podpore, osvojil vse, razen poljske. Samovoljne ogrske in hrvaške magnate je pripravil do tega, da so z njim sodelovali in dokaj samostojno vodili Ogrsko, medtem ko se je on potegoval za rimsko-nemško krono. Ko jo je usvojil, je bistveno prispeval k odpravi cerkvenega razkola (s tem, da je spodbudil k sklicu koncila v Konstanci in poskrbel, da se je odvil v smer izvolitve novega papeža) in si s tem zagotovil mednarodni ugled. Kot rimski kralj je moral zagovarjati nepopustljivo stališče katoliške cerkve do "krivovercev". Pri obsodbi Jana Husa se je postavil na stran Cerkve, pa čeprav je prej Husu jamčil varnost. S tem je še prilil olje k verskim nemirom na Češkem. Nemškim knezom se ni zdel dovolj verodostojen in zanesljiv in zato ni uspel združiti njihove vojaške moči proti vojaško vse bolj izkušenim husitskim borcem. Križarski pohodi proti husitom so se tako vsi po vrsti izjalovili. Katoliški strani ni preostalo drugega, kot da nekoliko popusti v verskih ozirih. Na Sigismundovo prigovarjanje je papež Martin V. v Baslu sklical nov koncil. Toda preden se je koncil sestal, je papež umrl in novi papež Evgen IV. ni hotel priznati koncila, ki se pogaja s "krivoverci". Koncilski očetje pa so vztrajali, proglasili koncil za papežu superiornega in papeža obtožili nepravilnosti pri njegovi izvolitvi. Sigismund, ki je dobrih 20 mesecev potoval v Rim na kronanje za cesarja, je poskušal po pismih zbližati obe strani. Evgen IV., katerega položaj je postal ogrožen, je nekoliko popustil z bulo, v kateri je priznal baselski koncil, a očitno neiskreno. Sigismund je to priznanje sprejel kot znak popuščanja in papež ga je v Rimu kronal za cesarja. Koncilski očetje v Baslu so z delnim popuščanjem stališčem zmernih husitov ustvarili pogoje za končanje husitskih vojn, kar je Sigismundu prineslo češko priznanje češke krone. Toda dejansko nerazrešen spor med rimsko kurijo in koncilskimi očeti je po Sigismundovi smrti pripeljal do ponovnega (desetletnega) cerkvenega razkola.

## Mladost
Sigismund Luksemburški je bil sin češkega kralja in cesarja Svetega rimskega cesarstva Karla IV. in njegove četrte žene Elizabete Pomorjanske, vnukinje poljskega kralja Kazimirja III. Že kot otrok je govoril nemško in češko. Temeljita in vsestranska vzgoja je pri bistrem in dojemljivem otroku padla na plodna tla. Zrasel je v močnega, visokega in vitkega mladeniča, ki se je naučil govoriti tudi francosko, latinsko, madžarsko in italijansko in še en slovanski jezik, verjetno poljsko. Ker je bil za očetovega naslednika določen njegov 7 let starejši polbrat Vaclav, se je Karel IV. že leta 1373 dogovoril z ogrskim in poljskim kraljem Ludvikom I. za Sigismundovo poroko z Ludvikovo drugo hčerko Marijo in mu tako odprl možnosti tudi za vladarsko vlogo. Leta 1376 mu je za dediščino namenil mejno grofijo Brandenburg, ki je imela v Svetem rimskem cesarstvu status volilne kneževine, in ga predvidel za dediča na Češkem, v kolikor bi Vaclav umrl brez otrok. Sigismund je imel še mlajšega brata Ivana, ki je dobil od očeta za dediščino leta 1377 posebej zanj ustanovljeno vojvodino Görlitz. 
Vaclav je po očetovi smrti (1378) spoštoval očetovo oporoko in Sigismundu dodal še Novo marko. Sigismund je prevzel upravljanje grofije Brandenburg s kakimi 200.000 prebivalci Leta 1379 je prišlo do načrtovane zaroke s tedaj 8 letno Marijo. Sigismund se je preselil na ogrski dvor. Tast mu je bil kot viteški renesančni vladar dober zgled, medtem ko mu pomembne ženske na dvoru, Ludvikova mati Elizabeta Poljska (†1380), njegova žena Elizabeta Kotromanić in posledično tudi Marija niso bile naklonjene. Zato se je raje zadrževal na svoji grofiji, kjer se je vživel in se dobro znašel v vseh oblikah dvornega življenja in kjer ga je okolje močno spodbujalo k želji po posnemanju prednikov v velikih dejanjih. 

## Delovanje na Poljskem
Hoensch 
Sigismund je dobil priložnost, da aktivno poseže v politiko, julija 1382, ko je Ludvik I., malo pred svojo smrtjo, poklical k sebi v zólyomski grad svojo hčerko Marijo, ženo Elizabeto in Sigismunda skupaj z vodilnimi poljskimi veljaki, od katerih je zahteval, da prisežejo lojalnost Mariji in Sigismundu kot novima poljskima suverenoma. Nato je Sigismunda poslal z vojsko na Velikopoljsko, da napravi red med sprtimi plemiči in se pripravi na prevzem poljskega prestola. 
Že septembra je Ludvik umrl. Čeprav so bile politične razmere na Ogrskem zapletene in bi mnogo ogrskih in hrvaških plemičev na kraljevem prestolu raje videlo moškega naslednika anžujske dinastije, neapeljskega kralja Karla III., je vdovi Elizabeti uspelo že osmi dan po moževi smrti proglasiti enajstletno Marijo za novega ogrskega "kralja" in sebe za regentko; pri tem se je oprla na stranko palatina Miklósa I. Garaia. Sigismunda, ki se je nahajal na Poljskem, pri tem niso omenjali. 
Na Poljskem so plemiči odlašali s priznanjem Sigismunda, češ da mora poljski suveren stalno prebivati na Poljskem. Vsi Sigismundovi upi pa so propadli, ko je Elizabeta proglasila prisego poljskih veljakov v Zólyomu za nično in naročila poljskim plemičem, naj s kakršnimkoli izrekanjem pokorščine počakajo, dokler ona ne bo določila ene od svojih hčera, Marijo ali Hedviko, za poljsko kraljico.  Sigismundu ni preostalo drugega, kot da se je vrnil na Ogrsko.
Elizabeta je potem določila za poljsko kraljico svojo tretjo hčer, Hedviko, ni pa je hotela, zaradi mladosti, takoj poslati v Krakov. Zato je med neenotnimi poljskimi plemiči ponovno prišlo do sporov. Junija 1383 se je za poljskega kralja oklical potomec pjastovskih kraljev Siemowit IV. Mazovijski. To je proti njemu združilo poljske plemiče in zaprosili so Elizabeto za vojaško pomoč. Elizabeta je na Poljsko poslala vojsko pod poveljstvom (doma še vedno nezaželenega) Sigismunda (ki pa mu je za kontrolo prilepila esztergomskega nadškofa Demetra). Ogrska vojska je opustošila Mazovijo in Kujavijo, ni pa uspela zavzeti Krakova, tako da je Sigismund nazadnje sklenil s Siemowitom mir in se vrnil na Ogrsko.
Poljaki so tedaj izgubili potrpljenje in marca 1384 na zboru v Radomsku od Elizabete ultimativno zahtevali, da pošlje Hedviko v Krakov. Elizbeta je namesto hčere poslala Sigismunda, ki je takrat prvič dokazal svoje diplomatske sposobnosti in dosegel odlog Hedvikinega kronanja za dve leti.

## Pridobitev in utrditev oblasti na Ogrskem

### Osvojitev ogrske krone
Tudi Sigismundovo kooperativno delovanje na Poljskem ni omehčalo Elizabete. Pozno jeseni leta 1384 je prišla na idejo, da bi Marijo poročila z Ludvikom Orleanskim, bratom francoskega kralja Karla VI., ki je bil pred tem namenjen za moža Elizabetini prvi hčeri Katarini, ki pa je leta 1378 umrla. Ludvik je ponudbo sprejel in aprila 1385 so ob odsotnosti ženina slavili njuno poroko. To pa je vzbudilo med ogrskim plemstvom, zlasti v neapeljski stranki, ponoven nemir. 
Sigismund je spoznal, da je zadnji čas, da aktivno poseže v dogajanja. Z zastavitvijo dela svoje brandenburške grofije si je pri moravskem bratrancu Joštu sposodil denar in z najemniško vojsko avgusta 1385 zavzel severozahodno Ogrsko, kar je povzročilo padec vlade palatina Garaia in nekatere plemiče pripeljalo na Sigismundovo stran. Med tem je neapeljski kralj Karel III., ki so ga najbolj spodbujali hrvaški bratje Horvat, z vojsko preko Zagreba zavzel Budim in se konec leta 1385 okronal za ogrskega kralja. Elizabeta je že pred tem v stiski pristala na poroko med Sigismundom in Marijo, ki se je dogodila nekje med koncem septembra in začetkom novembra, na kar se je Sigismund umaknil k polbratu v Prago, da s pomočjo sorodnikov zbere večjo vojsko. Elizabeta in Marija sta v Budimu hlinili pokornost novemu kralju. A ga je dala Elizabeta čez 3 mesece zahrbtno umoriti in je ob podpori Garaia ponovno prevzela regentstvo. Posledično je zlasti v južnih pokrajinah (Hrvaška, Slavonija, Dalmacija) ponovno izbruhnila državljanska vojna med pristaši neapeljske stranke in pristaši kraljic.
Sigismund je na Češkem in Moravskem med tem z novim koncesijami, ki jih je moral priznati sorodnikom, zbral novo vojsko in z njo zavzel ozemlje zahodne Ogrske do Gyora. Obe strani, Sigismund in Elizabeta, sta prosili za razsodbo o pravici do vladanja rimsko-nemškega kralja, Sigismundovega polbrata Vaclava; ta je razsodil v korist Elizabete.
Toda dogodki so se vendarle odvili v prid Sigismunda. Ko sta kraljici v spremstvu palatina Garaia potovali v Đakovo, da z Marijino prisotnostjo pomirita hrvaške upornike, so ju iz zasede napadli bratje Horvat, Garaia in spremstvo pobili, kraljici pa zaprli najprej v Bosiljevu pri Zagrebu in ju potem prepeljali v utrjeni Novigrad, od koder so ju nameravali prepeljati v Neapelj in izročiti Margareti, vdovi Karla III. Vendar so jim to preprečili Benečani, ki so s svojimi ladjami blokirali pomorski dostop do Novigrada.
Veliko vplivnih plemičev (magnatov) se je sedaj zavzelo za rešitev kraljice. Pred relikvijami sv. Štefana so ji prisegli zvestobo in pooblastili Sigismunda kot njenega soproga, da ponudi mir in splošno amnestijo. Bratje Horvat so ponudbo odklonili, zato se je boj nadaljeval. Sigismund je bil imenovan za kapitana Ogrske. Ustanovil je lastno pisarno in se obdal s svetovalci. V veliko oporo mu je bil očetovski prijatelj, poljski plemič Stibor iz Stiboricz.
Vendar je bila Sigismundova vojska sprva slaba in nedisciplinirana, tako da so si nasprotniki priborili oblast že nad vso Hrvaško, Dalmacijo in Slavonijo, pa tudi Banatom, Mačvo in Severinom. Šele nevarnost, da bodo te pokrajine združili z Neapeljskim kraljestvom, je pripravila magnate do bolj zavzetega sodelovanja. Dogodke je verjetno pospešila tudi novica, da so ječarji vrgli Elizabetino truplo (januar 1387) čez novigradsko obzidje.
31. marca 1387 je bil Sigismund v Székesfehérváru kronan za ogrskega kralja. Obljubiti je moral, da bo ohranil svoboščine plemstva, poslušal nasvete baronov in prelatov, da bo zaposloval v državnih uradih domačine in da se ne bo maščeval nasprotnikom. S privilegiji in darili je pridobil plemstvo za boj proti upornikom.
Sredi julija 1387 je Sigismundova vojska pod vodstvom frankopanskega kneza Nikole V. osvobodila Marijo. S Sigismundom sta se po petnajstih mesecih ujetništva srečala v Zagrebu.
Da bi odplačal dolgove, ki si jih je nabral, je Sigismund, potem ko je dobil pristanek stanov in dovoljenje luksemburške rodbine (spet za visoko ceno), bratrancu Joštu Moravskemu oddal v zastavo grofijo Brandenburg, najprej za 5 let. Ker je bilo že tedaj jasno, da ogromnega zneska ne bo sposoben vrniti, je bil s tem praktično izločen iz zveze knezov Svetega rimskega cesarstva, pa tudi nasledstva češke krone ni mogel več pričakovati.
Z rešitvijo Marije pa vprašanje integritete države še daleč ni bilo rešeno. Separatisti so sodelovali z bosanskim kraljem Tvrtkom I., ki je avgusta 1387 ponovno začel oblegati Split in spomladi leta 1388 zavzel skoraj vso Dalmacijo z izjemo nekaterih mest, ki pa so se mu podredila naslednje leto, ker od Ogrske niso dobila pomoči. Šele po smrti vplivnega upornika Ivana Paližne, spomladi 1391, in mesec za tem kralja Tvrtka I., ko bosanski plemiči, ki so stremeli k samostojnosti, niso hoteli priznati njegovega naslednika Štefana Dabiše in se je ta obrnil po pomoč k Sigismundu, so se razmere na jugu začele umirjati. Poleti 1394, ko je bil glavni vodja secesistov, Ivaniš Horvat, mrtev in je Miklós II. Garai postal ban Dalmacije in Hrvaške, je bila ogrska oblast na obali obnovljena. Štefan Dabiša je v Đakovu priznal Sigismundu suverenost nad hrvaškimi in dalmatinskimi ozemlji, ki jih je nekaj časa zasedala Bosna.
Maja 1395 je umrla Marija.  Sigismundovi nasprotniki so dvomili o legitimnosti njegovega kraljevega položaja, ki je temeljila samo na ženini nasledstveni pravici. Tudi Hedvika je zahtevala krono zase. Medtem ko se je Sigismund boril s Turki na Vlaškem, je ogrski kancler Kanizsai odbil Poljake v Spišu. Razmere s Poljsko so se uredile po sestanku Sigismunda, Hedvike in njenega moža nekje v Spišu, dokončno pa šele po Hedvikini smrti leta 1399.

### Poraz proti Turkom in reorganizacija ogrske vojske
Turki so med tem prodirali na Balkan, prisilili v vazalstvo Moldavijo in Vlaško in začeli vpadati na Ogrsko. Ogrska vojska je v boju z njimi dosegala tudi občasne uspehe. Papež Bonifacij IX. je pozval na križarsko vojno, a zaradi razkola v cerkvi je lahko vplival le na vernike v Avstriji in Benetkah, medtem ko avinjonski protipapež za vojno ni kazal nobenega zanimanja. Zato je Sigismund z osebnimi stiki iskal pomoč pri posameznih vladarjih. Zares navdušeno se je odzval le burgundski vladar Filip Drzni. Pomoč so obljubili tudi Angleži in Nemci, Benečani so obljubili 25 galej. Ker je šlo za napadalno akcijo, Sigismund svojim plemičem ni mogel udeležbe ukazati, ampak je lahko računal le na prostovoljno sodelovanje na lastne stroške, nekaj čet pa je zbral na račun novo razpisanega turškega davka.
Križarski pohod leta 1396 se je končal s katastrofalnim porazom krščanske vojske pri Nikopolju. Sigismund se je s pomočjo celjskega grofa Hermana II. in nürnberškega mestnega grofa Joahima III. uspel rešiti na benečansko galejo. Domov se je vračal preko Konstantinopla, Rodosa, Dubrovnika in Splita. Še preden se je vrnil v Budim (april 1397), je februarja poklical na spravni zbor v Slavonske Križevce plemiče, ki so ob njegovi odsotnosti ponovno načrtovali prevzem oblasti s strani neapeljske stranke, in jih dal pobiti, s palatinom Lackovićem in njegovim nečakom na čelu.
Sigismund in njegovi svetovalci so si bili po porazu s Turki edini, da vojaška moč države ne sme biti več odvisna od volje in pripravljenosti plemstva, zlasti ne magnatov, in da je nujna reorganizacija vojske. 29. septembra 1397 je Sigismund v Temišvaru sklical zbor, na katerega so bili povabljeni prelati, magnati in po štirje plemiški predstavniki iz komitatov. Po štirih tednih usklajevanja so izdali paket zakonov s 70 členi. Prelomna je bila odločitev o ustanovitvi nekake domobranske vojske (militia portalis): vsak posestnik je moral na vsakih dvajset kmetij opremiti po enega lahkega konjenika; cerkev je morala odvajati v vojaške namene polovico od svojih dohodkov. V zameno je moral Sigismund obljubiti, da bo do božiča 1398 odpustil vse tuje svetovalce. Potrditi je moral zlato bulo iz leta 1222, vendar brez določila o pravici do upora; izpustili so tudi člen, ki je omejeval vojaško obveznost zgolj na obrambno vojno. Mnogo zaključkov je bilo namenjenih discipliniranju opozicije; kralj je dobil pravico zahtevati nazaj darila in posesti, ki so bile izsiljene v boju z opozicijo. 
Po teh za kralja ugodnih zaključkih se je Sigismundu zdelo, da se lahko posveti boju za češki prestol.

### Poseganje v dogodke na Češkem
Medsebojni odnosi članov rodbine Luksemburg so bili zelo zapleteni in večinoma neprijazni. Vsi proti vsem so se borili za položaje in posesti. Tudi ob redkih skupnih nastopih v korist rodbine so skušali situacijo obrniti predvsem vsak sebi v prid.
Ko je moral Sigismund leta 1388 dati zaradi dolgov svojo grofijo Brandenburg v zakup moravskemu bratrancu Joštu (in pri tem priznati različna darila tudi drugim članom družine, da so mu to dovolili), je izgledalo, da je izločen iz rodbinskih zdrah. A Vaclavo nespametno vladanje na Češkem, ki ga je vodilo v vedno nove spore in težave, in nedejavnost v vlogi rimsko-nemškega kralja so kar vabili Sigismunda k posredovanju. Včasih pa ga je Vaclav poklical na pomoč kar sam.
Trenutek dobrega sožitja je bilo novo leto 1393/94, ki sta ga preživela skupaj. Vaclav se je pred tem zapletel v spor s cerkvijo, ki je kulminiral v smrt škofovskega vikarja Janeza Nepomuka. Nejevoljni plemiči, med njimi bratranec Jošt, so se proti kralju združili v "gosposko zvezo (frondo)" pod vodstvom Jindřicha z Rožmberka. Polbrata sta se tedaj dogovorila za medsebojno dedovanje (preživeli brat prevzame nasledstvo). A Vaclav (od leta 1388 fizično in psihično prizadet zaradi hude bolezni) ni bil pripravljen sprejeti Sigismundovih nasvetov, naj popusti opoziciji, potuje v Rim na kronanje za cesarja in potem aktivno poseže v reševanje cerkvenega razkola.
Februarja 1396, Sigismund se je tedaj že spopadal s Turki, ki so vdirali na Ogrsko, ga je Vaclav poklical na pomoč, da mu pomaga razrešiti spor s frondo in bratrancem Joštom. Sigismund je prišel v Prago in dosegel pomiritev med sprtimi stranmi; polbrata sta ponovno potrdila pogodbo o vzajemnem dedovanju. Vaclav je 19. marca imenoval Sigismunda za doživljenskega rimsko-nemškega vikarja, česar pa volilni knezi niso priznali, češ da Sigismund ni več rimsko-nemški knez. Kljub temu so bile tedaj Sigismundove možnosti za napredovanje v češkega in rimsko-nemškega kralja spet dobre, posebno ker je še upal na zmago na čelu križarske vojske nad Turki. A poraz pri Nikopolju ga je za nekaj časa izločil iz vloge oblikovalca evropske politike.
Vaclav je v naslednjih letih sicer potoval v Francijo in Nemčijo a za rešitev problemov cesarstva ni storil ničesar in volilni knezi so ga avgusta 1400 odstavili in za novega rimsko-nemškega kralja izvolili pfalškega kneza Ruprehta III. To je vzpodbudilo Luksemburžane, da so se oktobra sestali v samostanu Sedlec pri Kutni Gori. Sigismund je na srečanju postavil Vaclavu tako skrajne zahteve, da bi ta ob pristanku nanje ostal brez vseh pooblastil; brez pozdrava je zapustil sestanek. Zgodaj leta 1401 je Ruprehtova vojska zasedla Prago. Vaclav je moral Ruprehta priznati in sprejeti pogoje poraza. Sigismund se je s svojo vojsko umaknil na sever Ogrske.

### Upor ogrskih baronov. Sigismund v zaporu
Med tem ko se je Sigismund zadrževal na Češkem, so na Ogrskem rasle napetosti med intrigantskimi baroni. Mnogi so mu očitali, da skuša na njihove stroške pridobiti češki prestol, vladanje na Ogrskem pa prepušča svojim ljubljencem iz tujine. Dejstvo, da je aprila 1401 brez njihovega pristanka poslal v šlezijski Brzeg po svojo izbrano nevesto Margareto delegacijo, ki jo je vodil Stibor iz Stiboricz, so imeli za dokaz, da misli vladati samovoljno.
Takšno razpoloženje je izkoristil vplivni esztergomski nadškof, kancler János Kanizsai, ki se je želel znebiti kraljevih tujih sodelavcev, in se je postavil na čelo upornih magnatov, ki so na zboru 28. aprila 1401 od kralja zahtevali takojšnjo izpolnitev obljub iz Temišvara (1397). Sigismund tujcev ni hotel odpustiti, raje se je pustil zapreti; v hišnem priporu ga je čuval Miklós II. Garai. Iz zapora ga je rešil Herman II.
Baroni so razmišljali o novem, bolj zavzetem vladarju, a so bili pri tem zelo neenotni; eni so predlagali Ladislava Neapeljskega, drugi Vladislava II. Poljskega, tretji avstrijskega vojvodo Viljema; Kancler Kanizsai bi obdržal Sigismunda, a ta naj bi pristal na sodelovanje. Ker pa so bili nekateri baroni v stiku z zaprtim Sigismundom, je druge začelo skrbeti, da se bodo prvi povezali s kraljem v njihovo škodo. Nevarnost, da zgubijo še eno krono, je začasno združila Luksemburžane; zlasti se je za polbrata zavzel Vaclav, ki je Garaiu zagotovil visoko letno rento in ga tako pridobil na svojo stran. Moravski in avstrijski knezi so med tem zavzeli obrobna ogrska ozemlja. Sigismund je bil v vse boljšem položaju in ob ugodnem trenutku so se njegovi ljubljenci sami odpovedali službenim položajem (vedoč da jih bodo dobili nazaj); Sigismund je brez novih koncesij obljubil, da bo še naprej "spoštoval nasvete baronov". Veliko je k osvoboditvi prispevala Sigismundova odločitev, da se bo, namesto z izbrano nevesto, poročil z Barbaro Celjsko, katere starejša sestra Ana je bila obljubljena za ženo Miklósu II. Garaiu. Deželni zbor je 29. oktobra 1401 v zahodnoogrskem mestu Papa Sigismunda spet sprejel za vladarja; ta je obljubil, da se nasprotnikom ne bo maščeval. Ponovno je prepustil vladanje in reševanje problemov, ki jih je na jugu države povzročala neapeljska stranka, ligi baronov in se odpravil z 2500 najemniki na Češko, kjer ga je že željno pričakoval Vaclav, ki je polbratu poslal denar za najemniško vojsko.

### Neuspešen poskus prevzema oblasti na Češkem. Dokončna utrditev oblasti na Ogrskem
Vest, da je milanski vojvoda Gian Galeazzo Visconti v Brescii premagal Ruprehta III., ki je bil na poti v Rim na kronanje, je Vaclavu vzbudila upanje na lastno kronanje. Sigismunda je postavil za svojega namestnika na Češkem in potrdil njegovo prejšnje imenovanje za rimsko-nemškega vikarja. Deželni zbor v Pragi je imenovanja potrdil in Sigismund je zbor z zgovornostjo prepričal, da je celo izglasoval poseben davek za kritje stroškov poti v Rim.
Toda rodbinski mir je trajal le nekaj dni. Vaclav se je očitno šele tedaj zavedel svojih odpovedi in je nasprotoval Sigismundovim ukazom. Sigismund ga je v soglasju s frondo in delom kraljevega sveta 6. marca 1402 na skrivaj zaprl v hišni pripor na praškem gradu. Ko je Rupreht v Bambergu aprila to izvedel, je ponudil (v zameno za pomoč proti Sigismundu) Joštu češko krono in Prokopu vso Moravsko. Jošt je tedaj še videl več koristi v sodelovanju s Sigismundom, Prokop pa je stopil na čelo kralju zvestih čet, vendar je kmalu prišel v Sigismundovo ujetništvo.
Konec junija je Sigismund z Vaclavom zapustil Prago, pri čemer je delal vtis, da ga pelje na kronanje. Ustavili so se v zgornjeavstrijskem gradu Schaunberg, ki je bil v posesti pastorka celjskega grofa Hermana II.; tam so izdelali podrobnosti te neobičajne poti. Izpeljavo je najprej zaustavila vest, da je Rupreht ukazal zapreti alpske prelaze in jo dokončno onemogočila smrt ključnega organizatorja poti, milanskega vojvode Gian Galeazze Viscontija, 3. septembra 1402. Sigismund je pustil Vaclava na Dunaju v varstvu avstrijskega vojvode Viljema.
Sigismund je bil prepričan, da je prišel čas, ko se bo lahko polastil vseh luksemburških posesti. Najprej si je zavaroval hrbet: določil je avstrijskega vojvodo Alberta IV. za svojega naslednika na Ogrskem, prenesel nanj dolžnosti namestnika na Češkem in vikarja v rimsko-nemškem kraljestvu, mu namenil rezidenco in letni dohodek. 21. septembra je ogrski državni zbor v Bratislavi to potrdil. Nekaj pomislekov je imel samo palatin Detre Bebek in Sigismund ga je zamenjal z Miklósem II. Garaiem. 
Sigismund je nato z vojsko odšel na Češko. Postavil je vojaški tabor pri Kolínu. Protikralj Rupreht mu je ponudil Češko v fevd, če se mu podredi in mu izroči kraljeve insignije. Sigismund je to odklonil, ker se je Rupreht istočasno pogovarjal z Joštom pa tudi zato, ker bi ga pristanek oddaljil od končnega cilja, rimsko-nemške in cesarske krone. Da je prišel do denarja, je dal Nemškemu redu v fevd Novo marko. Z najemniško vojsko je sredi januarja 1403 zasedel bogato rudarsko Kutno Goro in se polastil njenih zakladov. Konec marca je prišel v Prago. Do srede julija se je zadrževal na Češkem, ne da bi mu uspelo vzpostaviti mir. Z Ogrskega so med tem prihajale slabe novice.
Del ogrskih magnatov, ogorčen, ker je Sigismund zopet kršil vse dogovore, in pristaši neapeljske stranke so se ponovno uprli. Konec maja 1403 so povabili Ladislava Neapeljskega, ki je postal polnoleten, na kronanje v Székesfehérvár. 19. julija ga je Kanizsai sprejel v Zadru. Tri dni za tem so sedmograški vojvode že poklicali svoje podrejene plemiče k orožju. A Ladislav, ki je verjetno imel v mislih očetovo usodo, ni upal naprej. Avgusta se je dal Kanizsaju kronati z nadomestno krono kar v Zadru.
Med tem so, pod vodstvom palatina Miklósa II. Garaia, Stiborja in drugih, Sigismundovi pristaši delovali odločno. Zavzeli so pomembne lokacije upornikov. Ko se je Sigismund konec julija vrnil z vojsko na Ogrsko, je na predlog Garaia ponudil premirje. Na zboru v Budimu, 8. oktobra 1403, je Sigismund ponudil splošno amnestijo. Ker je bil brez denarja, je igral na karto širokogrudnosti in zagotovil vsem, da bodo lahko ohranili svoje posesti. S Kanizsaiem na čelu se mu je večina podredila. Le maloštevilni so se umaknili v tujino. Ladislav Neapeljski, ki je videl, da je zanj zadeva izgubljena, je zapustil Ogrsko; za kneza Splita in za svojega namestnika je imenoval vojvodo Hrvoja Vukčića Hrvatinića. Neapeljske čete so ostale samo v Zadru, Novigradu in na Pagu.
Med tem pa so Sigismundu dogodki na Češkem ušli izpod nadzora: 11. novembra 1403 je Vaclav, ki ga avstrijski vojvoda ni več zavzeto čuval, uspel uiti iz hišnega pripora na Dunaju. V zvesti mu Kutni Gori je preklical vsa Sigismundova pooblastila in vse Sigismundove ukaze, tudi povišanje davkov. Pred božičem se je vrnil v Prago in kmalu je njegovo vlado sprejela vsa Češka.
Dinastični prepiri v Avstriji in na Češkem in z njimi upad uradnih oblasti so omogočili razvoj roparskega viteštva, ki je prebivalstvu, trgovini in obrti prizadejalo veliko škode. Sigismund, Albert IV. in Ernest Železni so julija 1404 skupaj z vojsko začeli oblegati središče roparskih vitezov na Moravskem, mesto Znojmo. Zaradi epidemije griže so morali obleganje opustiti.
14. septembra 1404 je nenadoma umrl Albert IV., star 27 let, med tem ko je Sigismund zaradi svoje močne konstitucije preživel bolezen s simptomi zastrupitve.
Ujetništvo je spremenilo Vaclava, njegovo vladanje je postalo bolj popustljivo in spravljivo. Pobratil in povezal se je za avstrijskim vojvodo Viljemom. Pobotal se je z moravskim bratrancem. Postopoma je prišlo do umirjanja zadev na Češkem. Sigismunda je izključil iz prej dogovorjenega nasledstva. Sigismund, na češkem osovražen zaradi svojih trdih prijemov, je zgubil vse možnosti, da bi s pravnega naslova posredoval na Češkem.
Na jugu Ogrske se je Hrvoje Vukčić povezal z novim bosanskim kraljem Tvrtkom II. in nadaljeval boje do septembra 1408, ko je ogrska vojska nad Tvrtkovo vojsko dosegla odločilno zmago. Sigismund je ukazal, da so pri pobili 171 ujetih nižjih bosanskih plemičev in trupla pometali v reko Bosno. Januarja je Hrvoje Vukčić prestopil na Sigismundovo stran. S tem je Sigismund končno dosegel nadzor nad vso državo in se posvetil urejanju oblasti

### Oblikovanje nove ogrske elite
Formalno je bil Sigismund še vedno prvi član kraljevega sveta, vendar sedaj toliko močan, da je lahko sam izbiral sodelavce in si ustvaril gremium lojalnih pristašev, ki so s sodelovanjem dobivali vpliv, ugled in materialne dobrine. Sigismund je znal prevzeti pobudo in nekatere barone previdno, taktno izločiti. Najvažnejše službe so se tako znašle v rokah zelo ozkega kroga ljudi, med katerimi je bilo kar precej nemadžarov. Tako je bil drugi del Sigismundovega vladanja na Ogrskem neobičajno stabilen.
Leta 1408 je Sigismund najožji del sodelavcev še dodatno vezal na kralja in na državo. Skupaj z Barbaro sta ustanovila viteški red zmaja, viteško zvezo kralja, kraljice in sprva 22-tih novih baronov, ki so se leta 1403 najbolj izkazali. Poimenovanje reda po premaganem zmaju (namesto po zmagovalcu sv. Juriju) je poudarjalo zasluge članov pri uničenju sovražnika. Člani reda so prevzeli najpomembnejše funkcije pri vodenju države.
Za upravljanje države so bil poleg kralja najbolj odgovorni kancler in kraljevi svet. V vlogi kanclerja je leta 1404 Jánosa Kanizsaia (ki je leta 1411 postal kancler cesarstva) zamenjal zagrebški škof Eberhard (Alben); po njegovi smrti (1419) ga je nasledil njegov nečak Ivan Alben, ki je v svojih rokah združil neobičajno veliko funkcij; bil je tudi kancler kraljice in od leta 1423 tudi tajni ogrski, nemški in češki kancler. Takšna koncentracija in povezanost važnih služb je Sigismundu prihranila mnogo časa. Kraljevo administracijo, ki se je vse bolj profesionalizirala, členila in specializirala, je vodil vicekancler.  V kraljevi svet je Sigismund vključil tudi Barbaro, ki je imela zanimanje in smisel za politiko. 
Poleg kraljevega sveta se je brez določene organizacijske oblike z leti okrog Sigismunda izoblikoval ožji krog svetovalcev, t. i. tajni svet, ki je Sigismunda spremljal na potovanjih. Sestavljali so ga zaupniki in strokovnjaki s posebnimi znanji, ki so sodelovali pri oblikovanju splošnih smernic politike in pripravljali ter s tajnim pečatnikom (sigillum secretum) potrjevali Sigismundova navodila in odloke. Med njimi sta bila najpomembnejša palatin Miklós II. Garai in Firenčan Filippo Scolari, finančni strokovnjak in vojskovodja.
Med tujci je bil zelo cenjen celjski grof Herman II., eden najpomembnejših svetovalcev, ki je leta 1399 od kralja dobil dedni fevd hrvaško Zagorje in leta 1405, v zastavo za 48.000 dukatov, donosno Međimurje s Čakovcem in je leta 1406 postal slavonski in hrvaško-dalmatinski ban; spremljal je Sigismunda na koncil v Konstanco in večkrat opravljal pomembne diplomatske naloge.
Sigismund si je podredil tudi cerkev. Pridržal si je pravico umeščanja škofov, uporne prelate iz leta 1403 je zamenjal s svojimi ljudmi, mnoge prihodke cerkvenih posesti pa namenil državni blagajni.
Le ob tej novi eliti, ki je z lastno odgovornostjo (razen v odločitvah, ki so bile izključno kraljeva pravica) zanesljivo upravljala državo, se je lahko Sigismund posvetil nalogam, ki so ga čakale v cesarstvu, na položaju, ki ga je zasedal že njegov oče in si ga je od nekdaj želel.

## Rimsko-nemški kralj

### Izvolitev
18. maja 1410 je umrl pfalški knez Rupreht III. , s katerim so volilni knezi leta zamenjali nesposobnega Vaclava IV., ki pa svoje odstavitve ni hotel priznati.
Avtoriteta rimsko-nemškega kralja je v času zadnjih dveh šibkih kraljev, Sigismundovega polbrata Vaclava in pfalškega kneza Ruprehta, zelo upadla. Volilni knezi so si ustvarili praktično avtonomne vladavine. Kot politični dejavnik so se pojavile zveze cesarskih mest. Spori so se reševali z lokalnimi vojnami po načelu pravice močnejšega, ogrožen je bil pravni red v cesarstvu.  V takšnih razmerah tudi volitve novega cesarja niso mogle biti normalne.
Sigismud je že dolgo veljal za možnega novega rimsko-nemškega kralja. Kljub intenzivnim tajnim pogajanjem njegovega zvestega sodelavca, nürnberškega mestnega grofa Friderika IV. von Zollern, je Sigismund na glasovanju 20. septembra 1410 v Frankfurtu dobil le glasove treh volilnih knezov. Teden dni kasneje (28. septembra) je na ponovnem glasovanju dobil njegov bratranec, moravski knez in brandenburški volilni knez (ki je tako lahko glasoval zase) Jošt štiri glasove in naknadno še petega. Ker sta bili obe glasovanji po določilih zlate bule neregularni, je ponovno prišlo do nestabilnega stanja dveh kraljev, ki se je končalo 18. januarja 1411, ko je v nepojasnjenih okoliščinah brez naslednika umrl Jošt. Sledila so dolgotrajna pogajanja o delitvi Joštove dediščine, pri katerih je bila Sigismundu vrnjena brandenburška grofija. 21. julija 1411 je na novih volitvah Sigismund dobil vseh sedem glasov.

### Urejanje sporov v cesarstvu
Sigismund se je že dolgo zavedal, da bi moral vrhovni vladar v cesarstvu poleg svoje osnovne naloge, odstranjevanja javnih nesporazumov, nujno opraviti še naslednje prioritetne naloge: končati razkol v Cerkvi in vzpodbuditi reforme v katoliški cerkvi ter vzpostaviti vezi s pravoslavnimi cerkvami in tako omogočiti skupen nastop kristjanov proti Turkom. Da bi to bilo možno, se je najprej lotil reševanja najbolj perečih problemov znotraj cesarstva.
Nasprotja med Poljsko in Ogrsko je lahko rešil s popuščanjem nasproti svojemu svaku, poljskemu kralju Vladislavu II. Pri navezavi stikov sta mu pomagali žena Barbara in njena polsestra Ana Celjska, ki je bila poročena s poljskim kraljem. S popuščanjem mu je uspelo doseči dogovor o razdelitvi vplivnih con med Ogrsko in Poljsko na vzhodu in jugovzhodu Evrope (Rdeča Rusija, Podolija, Moldavija).  Teže je bilo pomiriti konflikt med Poljsko in Nemškim viteškim redom. Obe strani sta mu poverili arbitražo, a z njegovo kompromisno rešitvijo nista bili zadovoljni in spor se je v presledkih nadaljeval ves čas Sigismundovega vladanja.
Obljuba, da bo Italijo vrnil v krog cesarstva, ki jo je moral Sigismund dati volilnim knezom ob izvolitvi, se je ujemala z interesom ogrskega kraljestva, da se omeji moč Beneške republike; ta je za Dalmacijo Sigismundu ponujala 300. 000 dukatov (leta 1409 ji je Ladislav Neapeljski prodal svoje domnevne pravice do Dalmacije za 100.000 dukatov). Sigismund ponudbe ni sprejel. Da bi prišel do denarja za najemniško vojsko, s katero si je nameraval podrediti Benečane, je Vladislavu II. Poljskemu zastavil 13 z Nemci naseljenih naselij v spiški županiji.  Oktobra 1412 je s 40.000 najemniki odrinil iz Budima in v severni Italiji brezuspešno oblegal Vicenzo (beneško-ogrska vojna (1411-13, 1418-20). Ker pomoči, ki jo je pričakoval iz cesarstva, ni bilo, izposojeni denar pa je hitro skopnel, je aprila 1413 v stiski z Benečani sklenil petletno premirje. Poleg Benečanov mu je v severni Italije delal težave tudi Filippo Maria Visconti, kateremu Sigismund zaradi dogovora z volilnimi knezi ni mogel oz. hotel potrditi vojvodskega naslova, ki ga je bil Vaclav IV. podelil njegovemu očetu Gian Galeazzi Viscontiju, in pa (spet) Ladislav Neapeljski, ki je vodil ekspanzivno politiko s ciljem, da zavzame vso Italijo.

### Priprava koncila v Konstanci
8. junija 1413 so neapeljske čete pregnale iz Rima protipapeža Janeza XXIII. (ta je ob pomoči Ludvika II. Anžujskega dve leti prej iz Rima izrinil Gregorja XII.), ki si je intenzivno prizadeval dvigniti se nad ostala dva tekmeca (rimskega papeža Gregorja XII. in avignionskega protipapeža Benedikta XIII.) Sigismund mu vojaško ni mogel pomagati, navezal pa je z njim stik s ciljem, da organizirata cerkveni koncil. Po dolgih posvetovanjih s papeževimi odposlanci v bližini Coma je Sigismund 30. oktobra 1413 sklical vesoljni cerkveni zbor v Konstanci za 1. november 1414. Čas do koncila je izrabil za številna diplomatske in osebne stike z evropskimi vladarji in jih vabil, da s svojimi predstavniki sodelujejo na koncilu. Prav gotovo je bil v času stoletne vojne sodelovanje Francozov in Angležev na koncilu Sigismundova diplomatska mojstrovina.
Ko se je Sigismund po treh letih odsotnosti vrnil na nemška tla, ga je tam čakala kopica problemov in sporov, v katerih je skušal posredovati, a ker ni imel na razpolago denarja in vojske, mu je ostalo na razpolago le taktiziranje. Upal je, da bo z večjo avtoriteto v mediacijah uspešnejši in si je, po treh letih od izvolitve, vzel čas za kronanje. V Heilbronnu se je po dveh letih srečal s soprogo Barbaro. 8. novembra 1414 so bili v Aachnu na njunem kronanju za rimsko-nemškega kralja in kraljico prisotni vsi volilni knezi razen češkega kralja Vaclava IV.

### V času konstanškega koncila
Med tem se je 5. novembra 1414 začel v Konstanci cerkveni zbor, zaenkrat še brez predstavnikov iz Španije in Škotske, ki so priznavali papeža Benedikta XIII. Sigismund se je koncilu pridružil za božič in s svojo zgovornostjo in znanjem takoj začel usmerjati razpravo k bistvenim nalogam, pri čemer pa ni nikdar izgubil izpred oči svojih koristi. Ugled med udeleženci koncila se mu je silno povečal, ko je ob preplahu, ki je nastlal ob pobegu predsedujočega Janeza XXIII. iz Konstance (20. marec 1415), preprečil razpad koncila; z avtoriteto kralja je poskrbel, da je bila sprejeta teza predstojnika sorbonske univerze Jeana Gersona, po kateri je  veljava koncil višja od papeževe in se lahko brez njega sestaja in sprejema sklepe.  Proti prednje-avstrijskemu knezu Frideriku IV., ki je pobeg omogočil, je v vlogi rimsko-nemškega kralja izrekel (30. marec) izključitev iz pravnega reda (reichsacht). Priložnost so izkoristili Frideriku podrejeni plemiči in Švicarska konfederacija, ki so bili že dolgo v sporu z njim, in nemudoma zavzeli dele njegovega ozemlja. Frideriku ni preostalo drugega, kot da se je že sredi aprila poklonil Sigismundu in sprejel njegovo kazen. S tem hitrim uspehom je Sigismund v vlogi rimsko-nemškega kralja dosegel višek svojega ugleda.
Vzporedno je na koncilu potekal proces proti Janu Husu. Ko je Sigismund Husa vabil na koncil, mu je jamčil nedotakljivost. A ko so ga na koncilu prijeli, ni storil ničesar, da bi ga osvobodil. Nasprotno, vzpodbujal je kaznovanje "herezije" in 6. julija 1415 predsedoval zboru, ki je Husa obsodil na smrt in ga dal takoj na to sežgati. To dejanje zelo bremeni Sigismundovo osebnostno podobo in tudi zaradi tega so Čehi še 16 let po smrti Vaclava IV. Sigismundu odrekali priznanje češke krone.
Janeza XXIII. so kmalu ujeli in ga postavili pred sodišče zaradi zločinov, ki jih je zagrešil, preden je postal papež. Gregor XII. je že prej sporočil pripravljenost, da z odstopom omogoči delo koncila. Odstopiti pa ni hotel Benedikt XIII. in Sigismund je prevzel nalogo, da ga osebno prepriča. S spremstvom je 19. julija 1415 odjahal k papežu v Perpignan, a papež se mu je umaknil v neusvojljivi grad Peñíscola pri Valenciji. Z diplomatskim nastopom pa je na svojo stran pridobil aragonskega kralja Ferdinanda I. in prestolonaslednika Alfonza, ki sta obljubila, da pošljeta na koncil aragonsko zastopstvo. 
Na povratku so v Lyonu Sigismunda obiskali odposlanci francoskega kralja Henrika VI. (januar 1416) in ga povabili v Pariz, da posreduje za mir v konfliktu z Angleži. Sigismund je bil po diplomatskem uspehu v Konstanci še bolj kot sicer prepričan, da edino on lahko doseže mir.  Tako je zavil proti Parizu in 1. marca s spremstvom kakih 1000 vitezov prijahal v mesto. A kmalu je moral spoznati, da se knezi iz burgundske in orleanske veje Valois, ki so med seboj tekmovali za nadzor nad umsko obolelim Henrikom VI., ne menijo kaj dosti za mir z Angleži.  Ko je postalo njegovo bivanje v Parizu ogroženo, je odjahal dalje v Anglijo. 7. maja ga je v Londonu z vsemi častmi sprejel angleški kralj Henrik V. Vendar so Francozi osnutek mirovnega sporazuma, ki ga je Sigismund poslal iz Anglije, zavrnili. Ker ni imel zagotovljenega varnega prehoda preko Francije, se je Sigismund pustil z ladjo prepeljati v Dordrecht, kamor je prispel 4. novembra. Od tam je z veliko postanki potoval preko Aachna, Kölna, Luksemburga, Strasbourga in sproti reševal lokalne probleme. 27. januarja 1417 je po 18 mesecih odsotnosti prispel v Konstanco. Na vsej poti so ga na vseh postankih sprejemali s častmi, prirejali njemu in spremstvu slavja in viteška tekmovanja in seveda krili stroške bivanja vsega spremstva.
Razprave na koncilu v času Sigismundove odsotnosti niso kaj dosti napredovale. Nekaj malega je bilo dogovorjenega na področju vprašanj vere (causa fidei), nič v pogledu reorganizacije Cerkve (causa reformationis), kar zadeva izvolitev novega papeža (causa unionis) pa je bilo itak v naprej rečeno, naj se počaka na Sigismundovo vrnitev. 
Sigismundov neuspeh v posredovanju med Francijo in Anglijo, pa tudi druga neuspešna posredovanja na poti, so močno zmanjšala ugled, ki ga je imel pred odhodom. V nadaljevanju koncila ni mogel prodreti z upravičeno zahtevo, da se vprašanje reorganizacije cerkve reši pred izvolitvijo papeža. Po mnogih zapletih je koncilu vendarle uspelo, da je soglasno (tudi s pristankom med tem prispelih predstavnikov Španije) odstavil Benedikta XIII. (26. julij 1417) in s tem omogočil izvolitev novega papeža Martina V. (11. november 1417). S tem je bila po mnenju večine naloga koncila opravljena.
Ves čas koncila je Sigismund opravljal tudi državniška opravila. Med drugim je 18. aprila 1417 formalno ustoličil nürnberškega mestnega grofa Friderika IV. von Zollern kot Friderika I. na mestu brandenburškega mejnega grofa. (Sigismund je že leta 1415 za poplačilo ogromnega dolga v denarju na Friderika prenesel svojo brandenburško mejno grofijo skupaj s častjo volilnega kneza.)
Med koncilom je so ponovno izbruhnile sovražnosti med Francijo in Anglijo. Sigismund je maja 1417 razkril, da je v Angliji s Henrikom V. tajno sklenil zavezništvo in je, ne da bi se prej posvetoval z volilnimi knezi, Franciji napovedal vojno. Brez sredstev in podpore stanov seveda ni mogel izpolniti obljub, ki jih je dal angleškemu kralju, in se je osmešil pred vso Evropo.
Sigismund je 21. maja 1418 zapustil Konstanco. Ker ni imel denarja, da bi meščanom plačal bivanje, je s svojo zgovornostjo uspel prepričati mestni svet, da so do povračila dolga vzeli v zastavo kraljevo namizno posodje in srebrnino; dolga, kot po navadi, ni vrnil, tako da so upniki utrpeli izgubo. Potoval je preko Basla, Strasbourgha, Hagenaua, Ulma ob Donavi navzdol. V Regensburgu se je zadržal cel mesec. Po šestil letih odsotnosti je 7. februarja v Bratislavi stopil spet na ogrska tla. Cesarstvo, prepreženo s konflikti in lokalnimi spopadi, je prepustil namestniku, Frideriku I. Brandenburškemu.

### Spet na Ogrskem
Položaj na Ogrskem je bil težak. Turki so se opomogli po porazu proti Timur Lenku pri Ankari in leta 1415 ponovno pridrli vse do Štajerske in Ogleja. Istega leta je Hrvoje Vukčić ob pomoči Turkov močno premagal ogrsko vojsko pod vodstvom treh banov (slavonskega, mačvanskega, osorskega). Leta 1420 so po izteku petletnega premirja ponovno napadli Benečani in v kratkem usvojili dalmatinsko obalo z izjemo hrvaškega Primorja okrog Senja in Dubrovniške republike. Zavzeli so tudi utrjeno pristanišče Kotor.
Po smrti paše Mehmeda I. (1421) je Sigismund umaknil vojsko s turške meje in prepustil obrambo lokalnim voditeljem. S tem je omogočil Muratu II., da se je postopoma utrdil v Bolgariji, Vlaški, Srbiji in Bosni in tako ustvaril obroč okrog Ogrske.
Glavna Sigismudova pozornost je bila usmerjena na Češko, kjer je po prvi praški defenestraciji 16. avgusta 1419 umrl kralj Vaclav IV. Sigismundovo nasledstvo po dinastičnih pravilih ni bilo sporno.

## Osvojitev češke krone
V premirju, ki je na Češkem sledilo prvim velikim spopadom med husiti in oblastjo, je Sigismund, ki kot rimski kralj ni smel dopustiti dvoma o svoji pravovernosti, brezkompromisno (drugače kot sicer) zavrnil štiri praške člene, ki so jih zmerni husiti predložili kot minimalni pogoj za prekinitev sovražnosti. Papež je 1. marca 1420 objavil proti "heretikom" križarsko vojno. Vendar je cesarska vojska v Pragi doživljala poraze. Sigismund se je 28. julija 1420, preden je z vojsko zapustil Prago, še uspel v cerkvi sv. Vida okronati za češkega kralja. Spomladi 1421 so husiti obvladovali že skoraj vso Češko. Zbor v Časlavu (2.-7. junij 1421) mu je zaradi soodgovornosti za smrt Jana Husa, kršitve stanovskih pravic in svoboščin ter vzpodbujanja h križarski vojni proti Češki odrekel kraljevi položaj.
Vendar husiti še zdaleč niso bili enotni. Njihovi medsebojni vojaški spopadi so Sigismundu dajali upanje na uspeh. Cesarstvo je poskušalo z vedno novimi križarskimi pohodi uničiti husite, a ker so bile operacije neodločne in neusklajene, husitska vojska pa vse bolje izurjena, so se vsi pohodi izjalovili (husitske vojne). Vse bolj se je kazalo, da lahko le pogajanja končajo prelivanje krvi. Sigismundu je šele leta 1430 uspelo prepričati papeža Martina V., da je za julij 1431 sklical v Baslu koncil, na katerem naj bi bili poleg cerkvene reforme na dnevnem redu tudi pogovori s predstavniki husitov o možnosti zbližanja stališč. V novembru 1433, ko se je Sigismund že vrnil iz Rima, je dejansko prišlo do sporazuma, t. i. praških kompaktov, v katerih je koncil priznal husitom laično obhajanje pod obema podobama in še nekaj drugih koncesij, ki so zadovoljile zmerne husite (utrakviste), ne pa bolj radikalnih taboritov. Med njimi je prišlo do dokončnega razkola in vojaškega spopada. Pri Lipanyju je združena vojska cesarstva in utrakvistov premagala taborite. Praški kompakti so bili v dopolnjeni obliki potrjeni na zboru v Jihlavi, 5. julija 1436.; 25. julija je češki deželni zbor priznal Sigismunda za kralja Češke.

## Pot v Rim. Kronanje za cesarja
Sigismund je začel pripravljati svojo pot v Rim na kronanje za cesarja že pred zadnjim neuspelim križarskim pohodom na Češko (poraz pri Domažlicah, 14. avgusta 1431). Na poti po Italiji je nameraval spomniti lokalne kneze na nekdanjo pripadnost severne Italije cesarstvu in pomagati urejati spore med njimi, predvsem med firenško-benečansko zvezo in Milanom, ki sta bila spet v vojni.
Kljub mnogim nerešenim problemom v cesarstvu, grožnjam Murata II. z novo vojno in neurejenimi odnosi med Ogrsko in Benetkami je Sigismund 1. septembra 1431 iz Nürnberga odrinil na tvegano pot v Rim z za kralja neobičajno maloštevilnim spremstvom. V Feldkirchu je šest tednov čakal na švicarsko spremstvo in urejal lokalne spore, ki so ogrožali baselski koncil.  Ko je po mnogih prestavitvah napovedanega prihoda 7. novembra preko Bellinzone in Lugana zares prišel v Varese, je tako presenetil milanskega vojvodo Filippo Maria Viscontija, da ga je ta skušal pregovoriti, naj se vrne v Basel. A Sigismund se ni pustil odgnati in je v spremstvu 300 vitezov 22. novembra prijahal v Milano. Tam se je dal kronati z železno krono, simbolom lombardsko-italijanske oblasti. Na Sigismundovo razočaranje pa se Filippo ni udeležil slovesnosti in tudi kasneje se je izogibal srečanju s kraljem. Sigismund se ni čutil varnega in je iz Piacenze pozval šest renskih cesarskih mest, naj mu pošljejo vojaško spremstvo. Ko te po treh mesecih v Piacenzi ni dobil, se je še dva meseca mudil v Parmi.
Sigismunda so zadrževali: ponovni napad protina, intenzivna diplomatska dejavnost v zvezi z italijanskimi državicami, ki so se med seboj vse močneje bojevale, usmerjanje (preko pisem) baselskeg koncila in urejanje sporov v cesarstvu. Njegov nezanesljivi zaveznik, Filippo Maria, vse bolj nezadovojen zaradi ne sodelovanja ogrskih čet v boju z Benečani in zaradi stroškov, ki mu jih je povzročalo sedaj že1000 glavo spremstvo nezaželenega gosta, je Sigismunda priganjal k odhodu. 12. julija 1432 je Sigismund v milanskem spremstvu prijahal v Sieno, ki ga je prijazno sprejela, saj si je obetala njegov diplomatsko podporo v sporu s Firencami, in ni niti slutila, da ga bo morala gostiti kar 9 mesecev.
Med tem je na baselskem koncilu, ki se je začel 23. julija 1431, sprva v zelo skromni zasedbi, prišlo do napetosti med koncilskimi očeti in rimsko kurijo, ki ji je od 11. februarja 1431 načeloval papež Evgen IV. V kuriji niso bili prepričani, da bo pogajanje s husiti prispevalo k izkoreninjenju herezije. Evgen IV. je od novembra 1431 nekajkrat poskušal koncil razpustiti, a koncilski očetje se niso dali in so, tako kot na koncilu v Konstanci, razglasili superiornost koncila nad papežem in nekoliko kasneje (nasprotno s Sigismundovimi priporočili, naj poiščejo mirno rešitev spora) sprožili preiskavo o domnevnih nepravilnostih ob papeževi izvolitvi. Ravno afera pa je pritegnila pozornost evropske javnosti in udeležba na koncilu se je do 23. februarja 1432 toliko popolnila, da je koncil postal reprezentativen. Evgenu IV. je grozila odstavitev.
V stiski je bil tudi Sigismund, ujet v Sieni. Državica zaradi vojne s Firencami ni mogla vzdrževati številnih gostov, sam pa je bil, kot navadno, popolnoma brez denarja. V skrbi za denar, uspešno delovanje koncila in izpeljavo kronanja je neprestano komuniciral s koncilom, kurijo in drugimi vplivnimi naslovi. Papež mu je sicer ponudil kronanje v Rimu, saj je bilo jasno, da cesarju ne bi bilo v interesu odstaviti papeža, ki bi ga okronal. A Sigismund se je v pismu Evgenu IV. konec julija 1432 postavil na stališče koncila in sporočil papežu, da bo nadaljeval pot v Rim šele, ko bo Evgen IV. brezpogojno priznal koncil.  Sigismund je tedaj tehtal razloge za prekinitev ali nadaljevanje poti. Z aragonskim kraljem Alfonzom V. je imel že dogovorjeno možnost, da ga španske ladje prepeljejo iz Italije.  A prevladali so razlogi, ki so vodili h kronanju.
Potem pa so se vendarle zganili volilni knezi, ki so se 4. oktobra 1432 sestali v Frankfurtu in imenovali posredniško poslanstvo. To je obiskalo koncil v Baslu, potem Sigismunda v Sieni in končno papeža v Rimu. Kot rezultat pogajanj je papež 14. februarja izdal z(a)vito napisano bulo, v kateri na začetku priznava koncil v Baslu in ga daje pod zaščito volilnih knezov, kasneje pa pove, da zahteva, da vodenje koncila prevzamejo njegovi ljudje in da šteje za začetek koncila čas, ko se bo to zgodilo. Sigismund je v buli (hote) videl prvi znak papeževega popuščanja in je začel s pogajanji o okoliščinah kronanja. Z (drugim) mirom v Ferrari med Benetkami in Milanom (26. aprila 1433) so bili ustvarjeni pogoji tudi za sporazum med Sigismundom kot ogrskim in rimskim kraljem in Benetkami in s tem odstranjena zadnja ovira za izpeljavo kronanja; 31. maja 1433 je bil Sigismund kronan v Rimu za cesarja.
A koncilski očetje so bili, ko so dobili v roke dokumente, drugačnega mnenja kot Sigismund: da je papežev odgovor na njihove zahteve nezadosten in da je Sigismund prelomil zagotovila, ki jih je dal koncilu. Sigismund se je do konca življenja zaman trudil, da bi prepričal papeža, da nekoliko popusti in se prilagodi koncilskemu stališču. Po Sigismundovi smrti je Eugen IV. prestavil koncil v Ferraro, koncilski očetje, ki so ostali v Baslu, pa so izvolili novega papeža, Feliksa V. Ponovni razkol v cerkvi je trajal 10 let.

## Zadnja leta
Kot cesar Sigismund ni imel kaj več dejanske moči v cesarstvu kot prej, a je vseeno, kljub bolezni, do konca neutrudno potoval in skušal usmerjati dogajanja. Na Češkem je za svojega namestnika postavil mestnega grofa Menharta z Hradce in ob njem svojo ženo Barbaro. Govorice, da ob pomoči nečaka Ulrika II. Celjskega, ki ga je Sigismund novembra 1436 povzdignil v stan državnih knezov, pripravlja z nezadovoljnimi češkimi plemiči teren za prevzem oblasti, so v bolnem kralju vzbudile občutek, da v Pragi ni varen; 10. novembra 1437 je v slavnostnem sprevodu ob hudem mrazu zapustil Prago in 24. novembra prispel povsem oslabljen v znojmski grad. Tam je predal vladanje svojemu zetu Albertu V. in hčerki Elizabeti ter 9. decembra umrl, sedeč v na prestolu v pogrebnem oblačilu.

## Sigismund kot človek in vladar
Nedvomno je bil Sigismund vsestransko izjemen človek: visok, suh, močan iz vzdržljiv, bister, poln življenjskih radosti in optimizma, pobožen, izobražen, družaben, vljuden, dober govorec, ki je znal pritegniti in navdušiti poslušalce, se znal prilagoditi in komunicirati z vsemi stanovi. Vendar so sodobni kritiki in tudi kasnejši zgodovinopisci bolj opazili njegove značajske napake: sebičnost, bahavost, velikopotezno razsipnost, lahkomiselnost in nerealnost pri oceni načrtov, neupoštevanje dogovorov in plačilnih obveznosti. Bil je vzkipljiv pa tudi velikodušen v odpuščanju. Prizadeval si je za mir, bil potrpežljiv in vztrajen pri pogajanjih, pa tudi krut in neizprosen pri eksemplaričnem kaznovanju, kot se je pričakovalo od dobrega vladarja. Kadar je šlo za širitev njegove moči pa je uporabljal tudi silo, prevare in potvarjanja, in se ni izogibal niti oboroženega spopada, celo s svojimi brati ali bratranci.
Anonimus, ki je dve leti po cesarjevi smrti v Baslu izdal svoje, s cesarskim imenom povezano delo Reformatio Sigismundi, ga je doživljal kot delavnega in vzornega vladarja in je posebno cenil njegova prizadevanja, da bi krog političnega odločanja razširil na meščanstvo.
V novejšem času ga zgodovinarji vse pogosteje označujejo kot "najpomembnejšega nemškega kralja 15. stoletja" (stoletja sprememb iz visokega srednjega veka v novi vek) in mu priznavajo "kljub vsem napakam, neznansko dejavnost na številnih področjih" in daljnovidno dinastično politiko. Začeli so upoštevati okoliščine in možnosti, v katerih je vladal. 
Kot sin cesarja se je že v mladosti zavedal odgovornosti in dolžnosti monarha in se jih je, ko je sam postal vladar, lotil s silno energijo in optimizmom a brez državno-upravne infrastrukture, ki bi bila podprta z vojsko. Sabine Wefers v svoji disertaciji raziskuje, kako sploh lahko vladar brez pravšnje oborožene sile v svoji vladavini vendarle vodi uspešno politiko in se celo uveljavi proti opoziciji in samozadostnim lokalnim oblastnikom.
V množici problemov se je Sigismund loteval le najbolj nujnih in, če v kratkem času ni dosegel zaželenega uspeha, se je lotil raje novega, bolj obetavnega izziva, pri čemer pa prejšnjega ni spustil izpred oči. To so sodobniki kritizirali in njegovi politiki očitali nestalnost in nestanovitnost. Ker so mu pogosto manjkali vzvodi moči, s katerimi bi lahko podprl svoje ukaze, so mu največkrat ostala na razpolago le prigovarjanja in dolgotrajna pogajanja, ki so se končala s kompromisi, ki nikogar niso zadovoljili, če je sploh prišlo do kakega zaključka. Pri izpeljavah načrtov je bil odvisen na Ogrskem od dobre volje vplivnih magnatov in v cesarstvu od interesov praktično avtonomnih knezov, ki pa se navadno niso ujemali s cesarjevimi. A nedvomno so bili mnogi njegovi podvigi tudi nepremišljeni in nerealni in pogosto ni bil pripravljen podrediti svojih želja potrebam države ali cesarstva; to mu je zmanjševalo avtoriteto, tako na Ogrskem kot v cesarstvu.
Na Ogrskem in Poljskem so mu zgodovinarji še v 20. stoletju očitali zavzemanje za tuje interese. Čehi pa mu ne morejo odpustiti, da je pustil umreti Jana Husa ter s silo uveljavljal svojo zahtevo po češki kroni in s tem še poglabljal verski spor, ki je grozljivo uničeval njihovo deželo.
Sigismund je cenil napredek in znanje. Zavedal se je tudi nujnosti reform. V podporo kraljevemu svetu je vpeljal nove, tematsko usmerjene službe, zasedene s strokovnjaki. Njegova politika je vse bolj vključevala interese nižjega plemstva in meščanstva.
Najbolj boleča točka Sigismundovega vladanja pa je bilo stalno primanjkovanje denarja. Na razpolago ni imel, tako kot prejšnji cesarji, dohodkov iz svoje matične kraljevine, pa tudi gospodariti ni znal z denarjem. Tako je svoje uslužbence neprestano spodbujal k iskanju vedno novih virov dohodkov, iz naslova prodaje posesti, služb, cesarskih pravic in regalij, z zastavitvami davkov cesarskih mest, k vpeljavi novih davkov i.t.n. Po dveh sramotno propadlih križarskih pohodih proti husitom je leta 1422 na državnem zboru v Nürnbergu prvič v zgodovini cesarstva poskušal vpeljati vojni davek; poskusu so najbolj nasprotovala ravno cesarska mesta, ki bi morala kot osnovo za odmero davka navesti svoje premoženje. 

## Družina
Sigismund se je prvič poročil leta 1385 z Marijo (1371-1395), hčerko ogrskega in poljskega kralja Ludvika I., in po njegovi smrti ogrsko kraljico; zakon je bil brez otrok.
Drugič se je poročil z Barbaro Celjsko (1391/92-1451), najmlajšo hčerko Hermana II. Celjskega; v zakonu se je rodila hčerka:
- Elizabeta (1409-1442) ∞ Albert V. Avstrijski, po Sigismundovi smrti njegov naslednik kot ogrski, rimsko-nemški in češki kralj.